# 필리핀집쥐
필리핀집쥐 또는 긴코루손숲쥐(Apomys sacobianus)는 쥐과에 속하는 설치류의 일종이다. 필리핀에서만 발견된다. 자연 서식지는 아열대 또는 열대 기후 지역의 건조림이다. 서식지 감소로 위협을 받고 있다.

## 특징
전체 몸길이가 277~315mm이고 꼬리 길이가 132~159mm인 작은 설치류다. 발 길이는 35~40mm, 귀 길이는 21~25mm, 몸무게는 최대 105g이다. 등 쪽 털은 갈색이지만 배 쪽은 회색빛 흰색이다. 주둥이는 가늘고 길다.

## 생태
땅 위에서 주로 생활하는 육상성 동물이고, 야행성 동물이다.

## 분포 및 서식지
필리핀 루손섬 중서부의 피나투보산에서만 알려져 있다. 해발 100m와 1,080m 사이의 이차림 저지대 숲에서 서식한다.